# Dick Fosbury
Richard Douglas Fosbury (Portland, Oregon, 6. ožujka 1947. – Salt Lake City, Utah, 12. ožujka 2023.) bio je američki skakač u vis, koji se smatra jednim od najutjecajnijih atletičara u povijesti atletike. Osim što je osvojio zlatnu medalju na Olimpijskim igrama 1968., revolucionarno je utjecao na natjecanja u skoku u vis - tehnikom leđa naprijed, danas poznatom kao Fosburyjev flop, koju su do danas usvojili gotovo svi skakači u vis. Njegova je metoda bila da se kreće dijagonalno prema letvici, zatim zakrivi i skoči unatrag preko letvice, dajući mu značajno niže središte mase u letu od tradicionalnih tehnika. Bio je član izvršnog odbora Svjetske olimpijske asocijacije.
Dick Fosbury prvi put je eksperimentirao s ovom novom tehnikom u dobi od šesnaest godina, dok je pohađao srednju školu u Medfordu. Nije mu se sviđao tada prevladavajući stil. Nakon što je 1965. završio srednju školu, prijavio se na Državno sveučilište Oregon u Corvallisu. Osvojio je NCAA prvenstvo 1968. koristeći svoju novu tehniku, kao i predolimpijska natjecanja.
Na Olimpijskim igrama 1968. u Mexico Cityju osvojio je zlatnu medalju i postavio novi olimpijski rekord preskočivši 2,24 m i pokazao potencijal svoje nove tehnike. Iako su reakcije drugih sudionika skoka u vis isprva bile skeptične, njegov stil brzo je postao popularan.
Četiri godine kasnije, na Olimpijskim igrama u Münchenu 1972., 28 od 40 natjecatelja koristilo je Fosburyjevu tehniku. U 1980-ima, 13 od 16 olimpijskih finalista koristilo je ovu tehniku. Od 36 osvajača olimpijskih medalja u natjecanju skoka u vis, od 1972. do 2000., njih 34 koristilo je Fosburyjev floP. Danas je ova tehnika najpopularnija.
Godine 2014. Fosbury se neuspješno natjecao za mjesto u Zastupničkom domu države Idaho, ali bio je uspješan na izborima za povjerenika okruga Blaine 2018. Osvojio je mjesto i preuzeo dužnost u siječnju 2019.
Fosbury je preminuo 12. ožujka 2023. u dobi od 76 godina od limfoma.